# Gibbula spurca
Gibbula spurca is een slakkensoort uit de familie van de Trochidae. De wetenschappelijke naam van de soort is voor het eerst geldig gepubliceerd in 1856 door Gould.